# Томари (Окинава)
Томари (яп. 泊) - район города Наха, расположенного на Окинаве, где находится одноимённый портовый терминал. Терминал используется для паромов и пассажирских судов, которые соединяют остров Окинава с соседними островами.
До основания современного города Наха Томари имел статус магири (тип муниципального образования). Томари служил основным портом для кораблей Рюкю, путешествующих между рюкюских островов, в котором они могли пришвартоваться и принять или отдать грузы. Сюда же поступала дань от Амами-осимы.
Здесь же появился стиль окинавского карате, Томари-тэ. Им занимались Тётоку Кян и Тёки Мотобу.